# Tânia Maranhão
Tânia Maria Pereira Ribeiro (São Luís, Brasil; 3 de octubre de 1974), más conocida como Tânia Maranhão, es una futbolista profesional brasileña. Juega como defensa y su actual equipo es el Iranduba de la segunda division del Brasileirão Femenino. Ha sido internacional con la selección de Brasil.

## Historia
Tânia comenzó su carrera en 1993, cuando tenía 19 años, en Sampaio Corrêa-MA. Compitió en cuatro Juegos Olímpicos (de 1996 a 2008), además de cuatro Copas del Mundo (de 1995 a 2007).

## Trayectoria

### Clubes
| Club                            | País   | Año                    |
| ------------------------------- | ------ | ---------------------- |
| Sampaio Corrêa Futebol Clube    | Brasil | 1993 - 1994            |
| Saad Esporte Clube São Caetano  | Brasil | 1994 - 1995            |
| Sao Paulo FC                    | Brasil | 1995 - 2000            |
| AA. Santa Izabel                | Brasil | 2000 - 2001            |
| Grêmio                          | Brasil | 2001 - 2002            |
| Rayo Vallecano                  | España | 2002 - 2004            |
| Saad Esporte Clube São Caetano  | Brasil | 2005 - 2009            |
| Vasco da Gama                   | Brasil | 2010 - 2014            |
| Botafogo                        | Brasil | 2014 - 2015            |
| Flamengo                        | Brasil | 2015 - 2017            |
| Vitória das Tabocas             | Brasil | 2017 - Media Temporada |
| 3B da Amazônia                  | Brasil | 2017 - Media Temporada |
| Associação Esportiva Tiradentes | Brasil | 2018 - 2019            |
| CRESSPOM-DF                     | Brasil | 2019 - 2020            |
| Foz Cataratas Futebol Clube     | Brasil | 2020 - 2021            |
| Iranduba                        | Brasil | 2021 - presente        |

### Selección nacional femenina
Ha representado en 43 ocasiones la selección femenina de fútbol de Brasil participando en 4 ocasiones en la Copa Mundial Femenina de Fútbol de la FIFA, y en 4 ediciones de los Juegos Olímpicos;

#### Copa Mundial Femenina de Fútbol
| Edición             | Ronda            | Posición |
| ------------------- | ---------------- | -------- |
| Suecia 1995         | Primera fase     | 9°       |
| Estados Unidos 1999 | Tercer lugar     | 3°       |
| Estados Unidos 2003 | Cuartos de final | 5°       |
| China 2007          | Subcampeón       | 2°       |
| Total               | 4/4              |          |

#### Juegos Olímpicos
| Edición      | Ronda            | Posición |
| ------------ | ---------------- | -------- |
| Atlanta 1996 | Semifinales      | 4°       |
| Sídney 2000  | Semifinales      | 4°       |
| Atenas 2004  | Medalla de Plata | 2°       |
| Pekín 2008   | Medalla de Plata | 2°       |
| Total        | 4/4              |          |

## Palmarés

### Títulos nacionales
| Título                                | Club             | País   | Año  |
| ------------------------------------- | ---------------- | ------ | ---- |
| Copa de Brasil de Fútbol Femenino     | Sao Paulo FC     | Brasil | 1997 |
| Copa de Brasil de Fútbol Femenino     | AA. Santa Izabel | Brasil | 2001 |
| Campeonato Carioca Femenino           | Vasco da Gama    | Brasil | 2010 |
| Campeonato Carioca Femenino           | Vasco da Gama    | Brasil | 2011 |
| Campeonato Carioca Femenino           | Vasco da Gama    | Brasil | 2012 |
| Campeonato Carioca Femenino           | Vasco da Gama    | Brasil | 2014 |
| Brasileirao Femenino Primera División | Flamengo         | Brasil | 2016 |

### Títulos internacionales
| Título                       | Club   | País                 | Año  |
| ---------------------------- | ------ | -------------------- | ---- |
| Juegos Panamericanos de 2003 | Brasil | República Dominicana | 2003 |
| Juegos Panamericanos de 2007 | Brasil | Brasil               | 2007 |